# Dekanat homelski
Dekanat homelski – jeden z 7 dekanatów diecezji pińskiej na Białorusi. W jego skład wchodzi 6 parafii. Dekanat został utworzony jako szósty w diecezji, 8 września 2007 roku przez abp Kazimierza Świątka. Przedtem w obwodzie homelskim działał tylko jeden dekanat – mozyrski. Dekanat homelski został utworzony w celu bardziej efektywnego kierowania parafiami. Pierwszym dziekanem został ks. Sławomir Laskowski, proboszcz parafii Narodzenia Najświętszej Maryi Panny w Homlu. 

## Lista parafii
| Lp. | Miejscowość / parafia                                | Proboszcz / administrator     | Kościół                                                | Zdjęcie |
| --- | ---------------------------------------------------- | ----------------------------- | ------------------------------------------------------ | ------- |
| 1   | Homel Parafia Narodzenia Najświętszej Marii Panny    | ks. Sławomir Laskowski        | Kościół Narodzenia Najświętszej Marii Panny w Homlu    |         |
| 2   | Homel Parafia Wniebowzięcia Najświętszej Maryi Panny | o. Leonard Aduszkiewicz OSPPE | Kościół Wniebowzięcia Najświętszej Maryi Panny w Homlu |         |
| 3   | Oktiabrsk Parafia św. Michała Archanioła             |                               | Kościół św. Michała Archanioła w Oktiabrskim           |         |
| 4   | Rzeczyca Parafia Trójcy Przenajświętszej             |                               | Kościół Trójcy Przenajświętszej w Rzeczycy             |         |
| 5   | Rohaczów Parafia św. Antoniego Padewskiego           |                               | Kościół Antoniego Padewskiego w Rohaczowie             |         |
| 6   | Swietłahorsk Parafia Podwyższenia Krzyża Świętego    |                               | Kościół Podwyższenia Krzyża Świętego w Swietłahorsku   |         |
| 7   | Żłobin Parafia św. Kazimierza                        |                               | Kościół św. Kazimierza w Żłobinie                      |         |